# Vincent Bugliosi
Vincent Bugliosi (Hibbing, Minnesota, 18 de agosto de 1934 - Los Ángeles, California, 6 de junio de 2015) fue un escritor y abogado estadounidense.

## Biografía
Vincent Bugliosi nació en 1934 en Minnesota, Estados Unidos, se formó como abogado en la Universidad de California graduándose en 1964 y fue Fiscal de distrito en el condado de Los Ángeles.
Entre los procesos judiciales que le tocó ejercer como Fiscal fue el juicio contra Charles Manson logrando la condena a muerte por homicidio calificado en primer grado, en su calidad de autor intelectual (pena que fue conmutada a cadena perpetua más tarde).
Bugliosi obtuvo fama como Fiscal implacable al lograr que de los 106 juicios por delitos graves en que ejerció como tal, lograra 105 condenas, logró además 21 condenas por homicidio calificado, algunas no exentas de polémica.
Bugliosi dejó la fiscalía en 1972 para dedicarse al ejercicio privado de la abogacía y a escribir artículos para el semanario New York Times siendo autor de éxito en sus publicaciones.
Bugliosi falleció a las 80 años de edad víctima de cáncer.

### Obra literaria
Bugliosi además publicó varios libros de corte jurista, entre ellos "Helter Skelter: The True Story of the Manson Murders" relacionado con el caso Manson con 7 millones de copias vendidas.
Otro de sus libros son:
- "Reclaiming History: The Assassination of President John F. Kennedy"
- "The Prosecution of George W. Bush for Murder"
- "Outrage: The Five Reasons Why OJ Simpson Got Away With Murder"
- "And the Sea Will Tell"
- "The Betrayal of America: How the Supreme Court Undermined the Constitution and Chose Our President"